# Fiona pinnata
Fiona pinnata is een slakkensoort uit de familie van de Fionidae. De wetenschappelijke naam van de soort werd in 1831 voor het eerst geldig gepubliceerd door Johann Friedrich von Eschscholtz. Deze naaktslaksoort leeft wereldwijd op drijvende voorwerpen op zeeën, en voedt zich voornamelijk met zeepokken, met name Pollicipes pollicipes.

## Beschrijving
Het lichaam van Fiona pinnata is bleek bruinachtig van kleur met witte spikkels. De talrijke cerata bevatten gekleurde spijsverteringsklieren die bruin kunnen zijn als het dier eendenmosselen heeft gegeten of blauw als het voedsel de hydroïdpoliep Velella is geweest. Fiona-soorten leven aan de oppervlakte van de zee en voedt zich met ganzenmosselen die vastzitten aan drijvend puin of met vrijlevende hydroïdpoliepen zoals het bezaantje.

## Verspreiding
De verspreiding van deze soort is circumtropisch, zowel in de Atlantische als in de Indo-Pacifische bekkens. Het is zelden gevonden op de Britse kusten.